# Rewaz Kemoklidze
Rewaz Kemoklidze (ur. 13 marca 1979 w Tbilisi) – gruziński piłkarz, grający na pozycji obrońcy, reprezentant Gruzji.